# Lajos Bárdos

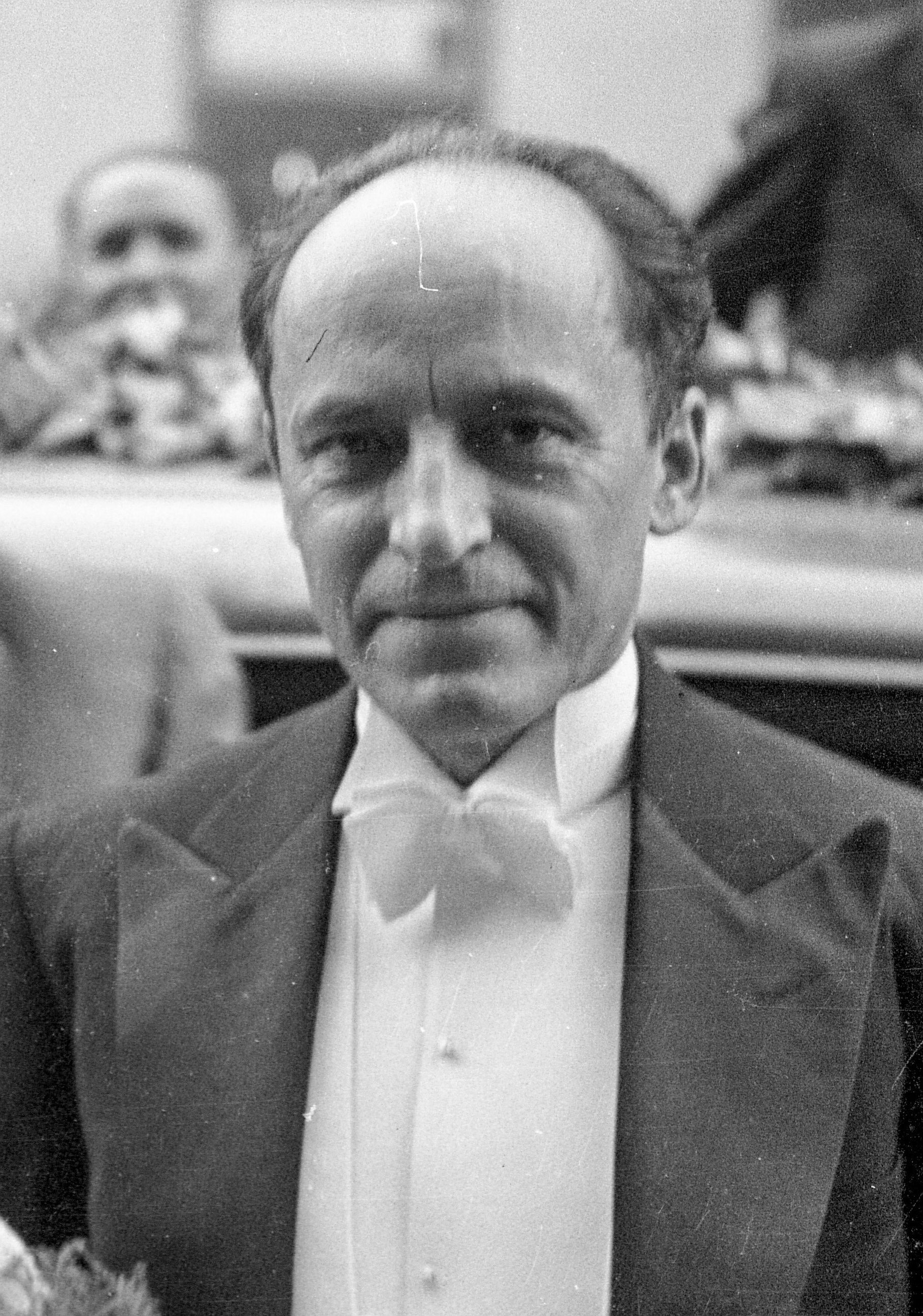
Lajos Bárdos (1948)

Lajos Bárdos (* 1. Oktober 1899 in Budapest; † 18. November 1986 ebenda) war ein ungarischer Komponist.

## Biografie
Der ungarische Dirigent, Komponist und Musikpädagoge studierte an der Franz-Liszt-Musikakademie in Budapest bei Zoltán Kodály und Albert Siklós. Bereits wenige Jahre nach seinem Studienabschluss 1925 wurde er selbst an diese Musikhochschule als Professor für Harmonielehre, Musiktheorie und Musikgeschichte berufen. Er lehrte dort von 1928 bis 1968.
1931 gründete er mit Gyula Kertész und György Kerényi den Musikverlag MAGYAR KÓRUS und eine Musikzeitschrift, die eine wesentliche Rolle für die Entwicklung des Chorgesangs in Ungarn spielten.
Von 1925 bis 1942 leitete er zudem die Kirchenmusik an der Városmajor-Kirche und von 1942 bis 1962 an der Matthias-Kirche, der ungarischen Krönungskirche auf der Burg. Während seiner Ära wurde diese Kirche zur wichtigsten Werkstatt der neuen ungarischen Kirchenmusik, da er hier nicht nur eigene Werke aufführte, sondern auch die vieler bedeutender Zeitgenossen. Mit der kommunistischen Machtübernahme endete die Unterstützung der Kirchenmusik durch die Stadt. Trotz der Behinderung durch staatliche Behörden konnte er immer wieder bedeutende Werke, wie die Nelson-Messe von Joseph Haydn, die Missa solemnis von Beethoven oder die Messen von Franz Liszt aufführen, da viele Musiker hier ohne Entgelt auftraten.
Er komponierte vor allem geistliche und weltliche Chorwerke, sowohl für Chöre a cappella als auch für Chor und Orchester. Er orientierte sich dabei vornehmlich am gregorianischen Gesang, der ungarischen Volksmusik, der klassischen Polyphonie nach dem Vorbild von Palestrina sowie an den anderen großen zeitgenössischen ungarischen Komponisten. Daneben schuf er Bühnenwerke, Oratorien, Messen, Motetten und Psalmvertonungen, aber auch Instrumentalmusik.
Seit 1977 wird jedes Jahr im Juni eine Lajos-Bárdos-Musikwoche zu seinen Ehren veranstaltet.